# Томашек, Франтишек
Франтишек Томашек (чеш. František Tomášek; 30 июня 1899, Студенка, Моравия, Австро-Венгрия — 4 августа 1992, Прага, Чехословакия) — чехословацкий кардинал, католический богослов, политзаключённый (в 1951—1954), архиепископ Пражский с 30 декабря 1977 по 26 марта 1991. Кардинал-священник in pectore с 24 мая 1976, с титулом церкви Санти-Витале-Валерия-Джервазио-э-Протазио с 27 июня 1977.

## Биография
Франтишек Томашек родился 30 июня 1899 года в моравском городке Студенка (чеш. Studénka, нем. Stauding) в семье учителя. Шести лет остался без отца, окончил гимназию, в 1918 году был призван в армию, но вскоре уволен по болезни (туберкулез). Поступил в семинарию, 5 июля 1922 года рукоположён архиепископом Антонином Кирилом Стояном в сан священника. В 1940—1945 годах преподавал в епархиальном богословском училище в Оломоуце. Занимался катехизацией, а также катехетикой и педагогикой.
Тайно посвящён в епископы архиепископом Оломоуцким Йозефом Матохой 14 октября 1949 года, который сам стал епископом чуть больше чем за год до этого; назначен вспомогательным епископом Оломоуца и титулярным епископом Бутуса. В качестве своего епископского девиза избрал фразу лат. «Laxabo rete!» («Буду раскидывать сети»).
23 июля 1951 года арестован коммунистическими властями и без суда отправлен в концлагерь для священников в Желиве (чеш. Želiv). Работал на каменоломне. Выпущен 28 мая 1954 года.
В 1954—1965 годах служил священником в Моравской Гузове (чеш. Moravská Huzová), при этом в 1962—1965 годах принимал участие во Втором Ватиканском Соборе (единственный чешский епископ, присутствовавший на всех четырех его сессиях). 18 февраля 1965 года назначен апостольским администратором Праги (архиепископ Праги, Йозеф Беран, был в 1965 году выбран кардиналом, и власти позволили ему выехать в Рим при том условии, чтобы он уже не вернулся в Чехословакию).
24 мая 1976 года Франтишек Томашек выбран кардиналом in pectore (то есть тайно, без объявления), 27 июня 1977 года о его кардинальстве объявлено на консистории, где, в частности, стал кардиналом Йозеф Ратцингер. 30 декабря того же года он назначен 34-м архиепископом Праги. В 1978 году принимал участие в конклавах, на которых были избраны папы Иоанн Павел I и Иоанн Павел II.

## Участие в политической деятельности
В 1968 году кардинал Томашек поддержал Пражскую весну в надежде, что начатая Дубчеком демократизация расширит возможности церкви. Действительно, даже после советской интервенции легализованная тогда греко-католическая церковь в Восточной Словакии осталась легальной.
В 1989 году кардинал Томашек поддержал бархатную революцию.

## Последние годы
После бархатной революции католическая церковь в Чехословакии освободилась от контроля со стороны властей. В 1990 году Чехословакию посетил папа Иоанн Павел II. Мечта кардинала Томашека исполнилась, и он, будучи уже в возрасте 90 лет, подал прошение об отставке. 26 марта 1991 года его прошение было удовлетворено. Преемником кардинала Томашека был назначен епископ Милослав Влк.
Летом 1992 года кардинал Франтишек Томашек был госпитализирован, а 4 августа 1992 года скончался. Похоронен в пражском кафедральном соборе св. Вита.